# دالة الخطأ

رسم بياني لدالة الخطأ

في الرياضيات، دالة الخطأ (تسمى أيضا دالة الخطأ لغاوس نسبة لعالم الرياضيات غاوس) هي دالة خاصة تستعمل في الاحتمال والإحصاء والمعادلات التفاضلية الجزئية. تعرف كما يلي:
{\displaystyle \operatorname {erf} (x)={\frac {2}{\sqrt {\pi }}}\int _{0}^{x}e^{-t^{2}}\,\mathrm {d} t.}